# Веньков, Сергей Вадимович
Сергей Вадимович Веньков (1 августа 1950, Иваново, СССР — 22 ноября 2014, Иваново) — советский футболист, нападающий.

## Карьера
Воспитанник ивановского футбола. Начинал играть молодой спортсмен в группе подготовки при команде мастеров «Текстильщик» (Иваново). Позже ему удалось попасть в дубль. В 1970 году он дебютировал в основном составе клуба.
В 1972 году некоторое время находился в составе одесского «Черноморец». Но руководство «Текстильщика» не дало согласие на переход, и в мае Венькову пришлось вернуться в Иваново.
В 1974 году Валентин Иванов пригласил форварда в московское «Торпедо». За «черно-белых» в Высшей лиге чемпионата СССР Веньков провел 6 игр и забил 1 гол.
В 1975 году вернувшись в «Текстильщик», нападающий с 24 голами стал лучшим бомбардиром зонального турнира. За ивановскую команду он играл ещё на протяжении трех сезонов.
В 1979 году футболист выступал за кинешемский «Волжанин».
После завершения профессиональной карьеры Сергей Веньков играл на первенство Ивановской области за ивановский «Станкостроитель» и команду ветеранов «Текстильщика».
Скончался 22 ноября 2014 года в Иванове после тяжёлой и продолжительной болезни. Похоронен на кладбище в селе Ново-Талицы.